# Claudio Caron
Claudio Caron (Tremosine, 6 agosto 1951) è un politico e sindacalista italiano.

## Biografia
Nato nel bresciano, è da sempre politicamente attivo nella provincia di Asti dove si iscrive a 14 anni alla Federazione Giovanile Comunista Italiana, l'organizzazione giovanile del Partito Comunista Italiano.
Una volta diplomatosi all'istituto tecnico viene assunto alla FIAT, dove inizia la propria attività sindacale nella CGIL.
Nella prima metà degli anni Settanta diventa funzionario del Partito Comunista Italiano ad Asti, dove nel 1975 viene eletto consigliere comunale e nominato assessore nella Giunta guidata dal Sindaco socialdemocratico Vigna. 
Nel 1978 diviene segretario provinciale del PCI astigiano, rimanendo in carica fino al 1982, quando lascia l'incarico in dissenso rispetto allo "Strappo da Mosca"; Caron apparteneva infatti dell'area cossuttiana che non condivideva tale scelta internazionale operata da Berlinguer.
A metà anni Ottanta diviene segretario della Camera del Lavoro di Asti, restando segretario provinciale della CGIL per un mandato.
Contrario alla svolta della Bolognina, aderisce nel 1991 a Rifondazione Comunista di cui è il primo segretario provinciale nella Federazione di Torino: è sotto la sua guida che alle elezioni comunali del 1993 il PRC ottiene nella città della Mole oltre il 14,5% (cinque punti in più rispetto al PDS). 
Successivamente diventa segretario regionale di Rifondazione Comunista in Piemonte.
In seguito alla scissione del PRC e alla nascita del Partito dei Comunisti Italiani, nell'ottobre 1998 aderisce a quest'ultimo, diventandone il primo segretario regionale piemontese. Contestualmente, in quota al PdCI, viene nominato Sottosegretario di Stato al Ministero del Lavoro nel primo e nel secondo Governo di Massimo D'Alema, mantenendo quindi l'incarico fino all'aprile 2000. Alle Elezioni Europee del 1999 è stato candidato dal PdCI nella circoscrizione dell'Italia Nord Occidentale, senza risultare eletto.
Dal 2002 al 2005 è stato presidente dell'Azienda Servizi Pubblici di Asti.
Nel 2007 lascia il PdCI, poco dopo è fra i fondatori della Casa del Popolo di Asti.